# Échidna (lune)
Pour les articles homonymes, voir Échidna (homonymie).
Échidna, officiellement (42355) Typhon I Echidna, est satellite naturel de (42355) Typhon découvert par Noll, Grundy, Stephens et Levison le 20 janvier 2006 sur des images de Hubble.

## Caractéristiques
Échidna orbite à 1 580 km de Typhon avec une excentricité de 0.507, son diamètre est de 89 km.

## Étymologie
Il est nommé en référence à Échidna, l'épouse de Typhon.